# Makoré und Douka
Makoré (auch Baku) und Douka sind Hölzer zweier afrikanischer Baumarten aus der Gattung Tieghemella in der Familie der Sapotengewächse. Makoré stammt von der Art Tieghemella heckelii, die auch noch unter ihren Synonymen Mimusops heckelii und Dumoria heckelii bekannt ist und im tropischen Westafrika vorkommt; Douka stammt von Tieghemella africana, die ebenfalls früher den Gattungen Mimusops  und Dumoria zugeordnet wurde und von Zentral- bis Westafrika verbreitet ist.
Die Hölzer Makoré und Douka sind botanisch sehr nahe verwandt und ähneln sich im Aussehen und den Eigenschaften weitestgehend, so dass beide Arten oft für den gleichen Zweck verwendet werden und daher gemeinsam beschrieben werden können.
Makoré wird auch euphemistisch als afrikanischer Birnbaum bezeichnet. Die Kurzzeichen nach DIN 4076 Blatt 1 lauten MAC bzw. DUK. 

## Beschreibung der Bäume
Bei Makoré handelt es sich um einen Laubbaum, der bis über 50 Meter hoch wird und dessen Stamm einen Durchmesser von 2 Metern erreichen kann. Das Holz ist im Kern mahagonifarben bis rotbraun und im Splint hellrötlich. Die Zeichnung ist undeutlich. 

## Verbreitung
Makoré kommt in den Staaten Elfenbeinküste, Ghana, Guinea, Liberia und Nigeria vor. Douka findet man in Gabun, Kamerun, Kongo und in Sierra Leone.

### Verwendung des Holzes
Verwendung finden beide Arten als Furnier, vor allem für Möbel und Vertäfelungen. Aufgrund der Gleichmäßigkeit des Furnierbildes wurde es in den 1960er und 1970er Jahren oft im anspruchslosen Innenausbau verwendet. Auch für Furnierplatten, Sperrholz, Betonschalungen, Rahmenkonstruktionen im Außenbau wie Fenster, Türen und Tore wird es verwendet. Im Innenausbau wird es für Treppen, Tische und Möbelteile verwendet.

### Holzeigenschaften
Gewicht ungetrocknet (Rundholz) ca. 850 kg/m3, darrtrocken ca. 620 kg/m3
Druckfestigkeit (lufttrocken) ca. 53 N/mm2
Biegefestigkeit (lufttrocken) ca. 103 N/mm2
Mäßig hartes, gleichmäßig dichtes und elastisches Holz, das aufgrund einer meist zylindrischen Stammform und großen Abmessungen eine gute Ausnutzung ermöglicht. Beide Arten sind gut messer-, schäl- und verleimbar. Frischer Putz, alkalische Leime und Eisen führen auf feuchtem Holz zu Verfärbungen. Die trockenen Kernhölzer sind in hohem Grade resistent gegen Pilz- und Insektenbefall. Unbehandelte Hölzer verfärben sich unter Bewitterung bräunlich grau.